# Un bon bock
Pour plus de détails, voir Fiche technique et Distribution.
Un bon bock était un court métrage de dessin animé réalisé par Émile Reynaud en 1888 et projeté pour la première fois le 28 octobre 1892. Ce métrage utilise le procédé du théâtre optique, permettant à Reynaud de projeter un film peint, à la main, en couleur alors que le cinématographe n'existait pas encore.

## Autour du film
Un bon bock est la première œuvre peinte par Émile Reynaud en 1888. Il est composé de 700 images peintes à la main, en couleur. Grâce au procédé du théâtre optique, une modification de son praxinoscope, cela lui permet de projeter ces images devant le public, lors de séances durant environ 15 min,.
Il projette ce film devant ses amis, une première fois en octobre 1888. Devant le succès qu'il rencontre, il décide de breveter son invention à la préfecture de la Seine en décembre.
Ce film fait partie de la première programmation des Pantomimes Lumineuses dont les projections eurent lieu au Cabinet fantastique du musée Grévin de novembre 1892 à février 1894. Cette programmation comprenait deux autres films : Clown et ses chiens (peint en 1890) et Pauvre Pierrot (peint en 1891).
Le film est considéré comme perdu. La bande originale est détruite par Reynaud, qui jette l'intégralité de son œuvre, sauf deux images, dans la Seine.

## Synopsis
Un promeneur entre dans un cabaret à la campagne et commande un bock à une charmante serveuse. Celle-ci revient avec le bock et le promeneur lui fait des avances. Pendant ce temps, le marmiton arrive, boit le contenu du bock et disparaît. Le promeneur, stupéfait, recommande un verre.
Un voyageur entre à son tour et se dispute avec le promeneur. Pendant la dispute, le marmiton entre, boit le contenu du bock et disparaît à nouveau. Le voyageur s'en va. Le promeneur se retrouve encore devant un bock vide. Il rappelle la serveuse, s'énerve et s'en va.
Le marmiton entre et fait comprendre à la serveuse qu'il a bu les deux bocks. Ils se moquent du promeneur et disparaissent.

## Fiche technique
- Titre original : Un bon bock
- Réalisation et scénario : Émile Reynaud
- Musique : Gaston Paulin
- Genre : animation - comédie - pantomime
- Durée : environ 15 minutes (court métrage)
- Date de sortie : 28 octobre 1892 ( France)
- Format : couleur
- Créé en France